# イエーガー
イエーガー（JAEGER）は、イギリスのファッションブランドである。1884年に創立。衣服、バッグなどを手掛ける。1930年代にセルフリッジに出店する際、百貨店で初めて店内ブティックとして出店したブランドである。
カナダ、ドバイ、台湾、チリ、韓国、日本など世界中に販売店120店舗を持つ。CEOはアール・ベリンダ（Earl Belinda）。。
現在、イエーガーの販売は、イギリス国内事業が85%を占めているが、販売網を世界に拡大する計画を持つ。。

## 海外展開

### 日本
輸入およびライセンス契約による生産、販売を三喜商事が手掛ける。
主に、三越・伊勢丹・円鉄・松坂屋などの百貨店へのテナントという形で出店している。
青山にある路面店がもっとも規模が大きい。
ライセンスを取得してからは、英国のデザインにインスパイアされたものを
生地の柄、型などで表現しており、サイズは日本人により近い型となった。